# Psephidonus integer
Psephidonus integer är en skalbaggsart som beskrevs av Thomas Casey 1893. Psephidonus integer ingår i släktet Psephidonus och familjen kortvingar. Inga underarter finns listade i Catalogue of Life.